# روابط ایران و تونس
روابط ایران و تونس (به عربی: العلاقات الإيرانية التونسية) به روابط دو جانبه ایران و تونس اشاره دارد.

## روابط تاریخی و نوین

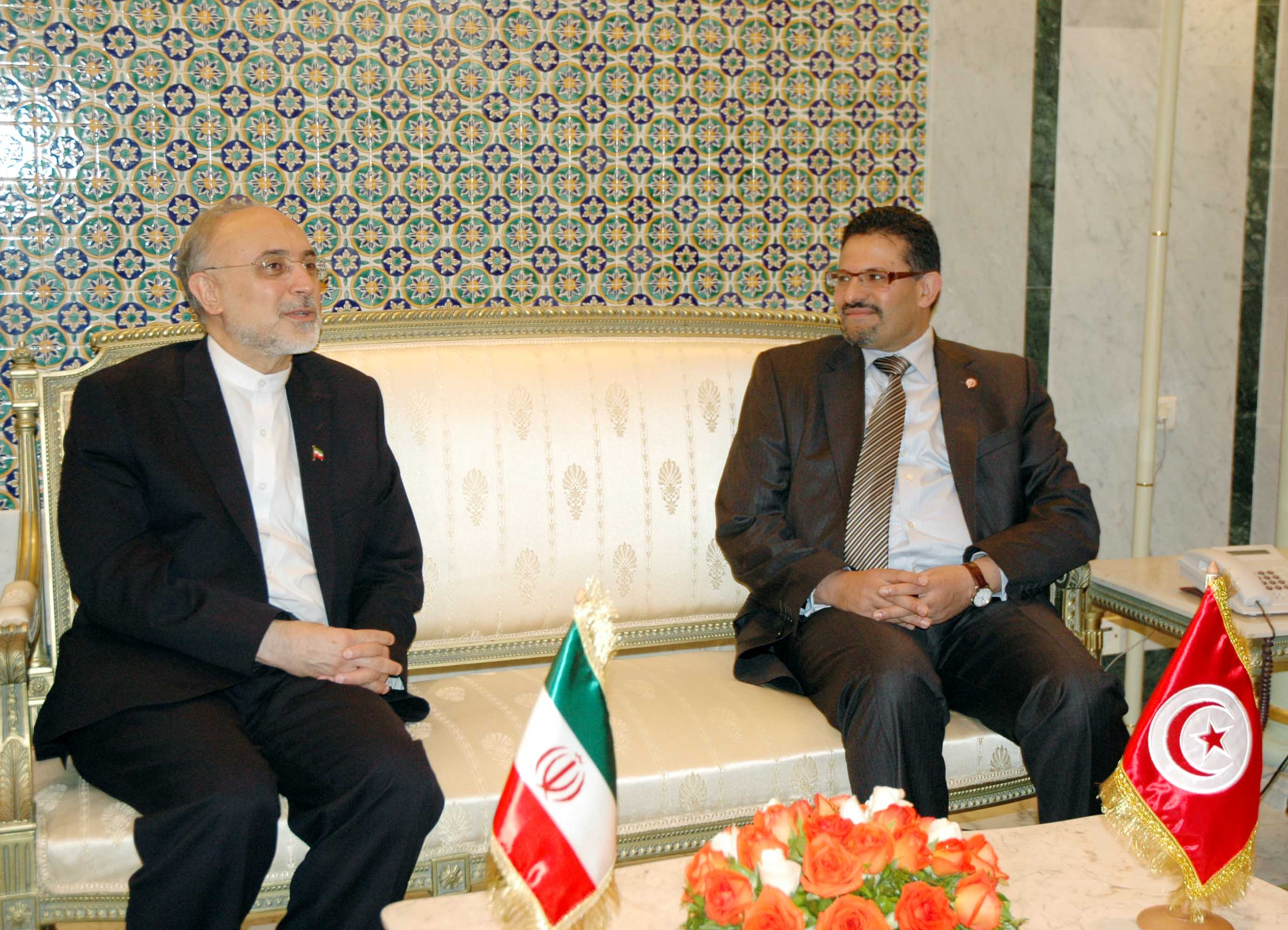
علی‌اکبر صالحی و رفيق عبد السلام، اردیبهشت ۱۳۹۱

برخلاف بیشتر جهان عرب که به روابط آن‌ها به با ایران خصمانه است، تونس یکی از معدود کشورهای عربی است که در دوران معاصر، خصوصاً از زمان انقلاب ایران در سال ۱۹۷۹ و تأسیس جمهوری اسلامی، روابط خوبی با ایران برقرار کرده‌است. بی‌طرفی تونس به آنها تصویر خوبی از روابطشان داده و به نوعی عربستان را آزار داده‌است.
تونس یکی از معدود کشورهای عربی بود که نسبت به «حملات سال ۲۰۱۷ تهران» ابراز همدردی کرد و هر دو کشور اظهار داشتند که هیچ محدودیتی در افزایش همکاری بین ایران و تونس وجود ندارد.
تونس، همراه الجزایر، به ستایش ایران متهم شده‌اند، که هر دو کشور آن را تکذیب کرده‌اند.
تونس همچنین به عنوان یک قدرت خنثی و متعادل برای ایجاد تعادل در تقابل بین ایران و عربستان عمل می‌کند.

## روابط اقتصادی
در این کشور با سرمایه‌گذاری بخش خصوصی خط تولید محصولات سایپا ۱۱۱ و ۱۵۱ راه اندازی شده است.